# Cordylostigma
Cordylostigma es un género con nueve especies de plantas con flores perteneciente a la familia Rubiaceae. Se encuentra en África tropical y el Océano Índico.

## Especies deCordylostigma
A continuación se brinda un listado de las especies del género Cordylostigma aceptadas hasta febrero de 2012, ordenadas alfabéticamente. Para cada una se indica el nombre binomial seguido del autor, abreviado según las convenciones y usos, y la publicación válida.
- Cordylostigma amboense (Schinz) Groeninckx & Dessein, Taxon 59: 1466 (2010).
- Cordylostigma cicendioides (K.Schum.) Groeninckx & Dessein, Taxon 59: 1466 (2010).
- Cordylostigma cuspidatum (K.Schum.) Groeninckx & Dessein, Taxon 59: 1466 (2010).
- Cordylostigma longifolium (Klotzsch) Groeninckx & Dessein, Taxon 59: 1466 (2010).
- Cordylostigma microcala (Bremek.) Groeninckx & Dessein, Taxon 59: 1466 (2010).
- Cordylostigma obtusilobum (Hiern) Groeninckx & Dessein, Taxon 59: 1466 (2010).
- Cordylostigma prolixipes (S.Moore) Groeninckx & Dessein, Taxon 59: 1466 (2010).
- Cordylostigma stellarioides (Hiern) Groeninckx & Dessein, Taxon 59: 1466 (2010).
- Cordylostigma virgatum (Willd.) Groeninckx & Dessein, Taxon 59: 1466 (2010).